# Kaspars Kambala
Kaspars Kambala (Riga, RSS de Letonia, Unión Soviética, 13 de diciembre de 1978) es un jugador letón de baloncesto, que juega en la posición de pívot en el YDÜ, aunque también puede actuar como ala-pívot. Además de jugador de baloncesto, es profesional del boxeo. Mide 2,06 metros y pesa 125 kilogramos.

## Carrera en el baloncesto
Ha jugado profesionalmente en varios clubes de Europa, como son el Efes Pilsen, Real Madrid, UNICS Kazán, Fenerbahçe, ASK Riga y, desde 2009, en el Enisey Krasnoyarsk ruso, aunque se formó como jugador en Estados Unidos.
En diciembre de 2006, fue sancionado con dos años sin jugar al dar positivo por cocaína en un control antidopaje. En ese período de tiempo se inició en otro de sus deportes favoritos, el boxeo.
Al finalizar su sanción, Kambala aseguró que se encontraba listo para regresar a jugar al máximo nivel en Europa.
En septiembre de 2010, continua su carrera en Bulgaria, después del acuerdo que alcanzaron representantes del jugador y el club Lukoil Akademik para la temporada 2010-2011.
En enero de 2010 ficha por el Aliağa Petkim de la Türkiye Basketbol Ligi donde milita Gerald Fitch.
En mayo de 2011 tras ser pieza clave en la permanencia del Aliağa Petkim de la liga turca (segundo máximo anotador de la TBL con más de 20 puntos por partido y más de 9 rebotes), tras terminar la temporada allí prefiere seguir sin descansar y acaba de fichar por el Mahram Teherán Basketball Team de la liga Iraní.

## Equipos
- 1995-97:  Homestead Highschool, Mequon, Wisconsin
- 1997-01:  UNLV Rebels
- 2001-03:  Efes Pilsen
- 2003-04:  Real Madrid
- 2004-05:  UNICS Kazán
- 2005-07:  Fenerbahçe
- 2007-09:  ASK Riga
- 2009-10:  Enisey Krasnoyarsk
- 2010:  Lukoil Akademik
- 2011:  Aliağa Petkim
- 2011:  Mahram Teherán Basketball Team
- 2011-13:  Türk Telekom B.K.
- 2013:	Gelişim Koleji
- 2013–14: Ankara DSI Era
- 2014–15: BK Barons Kvartāls
- 2015-16: Adanaspor Basketbol
- 2016- : YDÜ

## Carrera en el boxeo
Kambala llegó a ganar varios combates en modalidad amateur, y llegó a dar el paso al profesionalismo, pues debutó en Las Vegas. Tras cuatro combates, decidió poner fin a su carrera profesional, para así prepararse para su vuelta a las canchas de baloncesto.

## Mayores logros

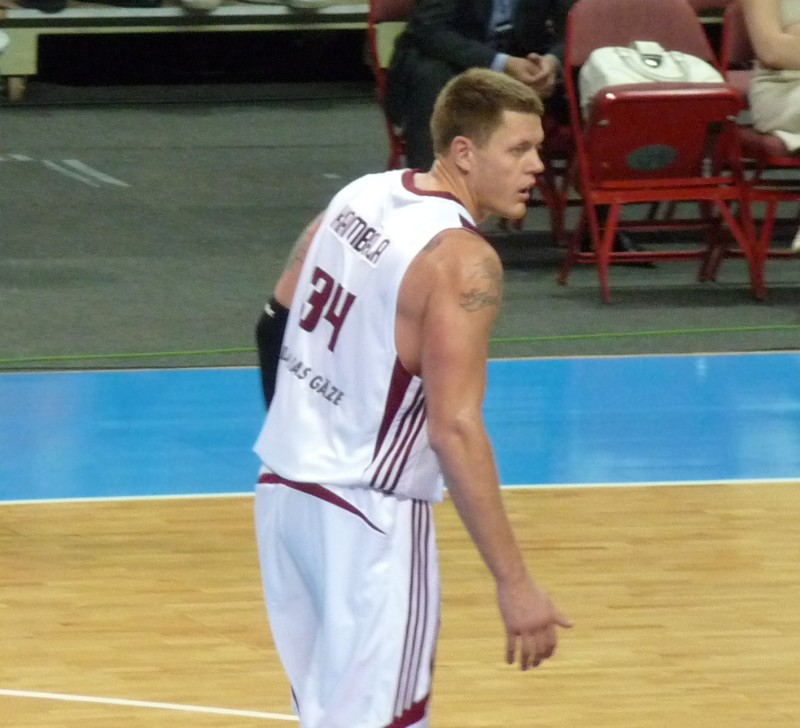
Kambala, con la camiseta de la selección nacional de Letonia.

- Ganador de la liga turca en las temporadas 2001-02 y 2002-03 con el Efes Pilsen.
- Ganador de la liga turca en la temporada 2006-07 con el Fenerbahçe.
- Miembro de la selección nacional de Letonia.
- 2º Récord histórico de la Euroliga en puntos anotados en un solo encuentro: 41 (compartido con Bobby Brown, Alphonso Ford y Carlton Myers),[3] enfrentándose con el Efes Pilsen al FC Barcelona en la temporada 2002-03. Esta actuación le valió para ser reconocido como MVP de la semana en l Euroliga.